# Гигрофор душистый
Гигрофо́р (гигро́форус) души́стый, арома́тный, или благоуха́ющий (лат. Hygróphorus agathósmus) — вид грибов-базидиомицетов, входящий в род Гигрофор семейства Гигрофоровые (Hygrophoraceae).

## Описание
Плодовые тела шляпконожечные, мясистые. Шляпка взрослых грибов (2)4—8(10) см в диаметре, выпуклая, затем плоско-выпуклая, с подвёрнутым краем, клейкая и слизистая, особенно во влажную погоду, серая, желтовато-коричневая до грязно-белой, иногда с оливковым оттенком.
Пластинки редкие, восковатые, приросшие к ножке, затем нисходящие на неё, иногда ближе к ножке разветвляющиеся, белого цвета, к старости слабо сереющие.
Мякоть беловатая или бледно-серая, мягкая, с сильным запахом, схожим с запахом горького миндаля, сельдерея или аниса, с пресным вкусом.
Ножка 4—10(16) см длиной и 0,6—1,5(2) см толщиной, центральная, цилиндрическая, сухая или влажная, не слизистая, белая, к старости сероватая, по крайней мере в верхней части с опушением, мучнистым налётом или мелкими чешуйками.
Споровый отпечаток белого цвета. Споры 8—11×3,5—7 мкм, эллиптические. Базидии четырёхспоровые, 50—65×6—8 мкм. Цистиды отсутствуют.
Съедобный гриб хорошего качества, употребляемый в пищу в смеси с другими грибами из-за сильного запаха.

### Сходные виды
- Hygrophorus hyacinthinus Quél., 1886 отличается запахом, напоминающим аромат гиацинтов, а также меньшими размерами и голой ножкой.
- Hygrophorus secretanii Henn., 1885 обладает сходным запахом, отличается коричневатой окраской и размерами спор.

## Экология и ареал
Встречается в августе — сентябре в хвойных и смешанных лесах с сосной и елью.
Широко распространённый в умеренных районах Северного полушария вид. В России известен из большинства регионов.

## Синонимы
- Agaricus agathosmus Fr., 1815basionym
- Agaricus cerasinus Berk., 1836
- Hygrophorus cerasinus (Berk.) Berk., 1860
- Limacium agathosmum (Fr.) Wünsche, 1877
- Limacium pustulatum var. agathosmum (Fr.) P.Kumm., 1871